# Alexandre Danilovitch Menchikov
Alexandre Danilovitch Menchikov (em russo: Алекса́ндр Дани́лович Ме́ншиков; Moscou, 16 de novembro de 1673 – Berezovo, 23 de novembro de 1729) foi um político e militar russo que era um dos amigos mais próximos do imperador Pedro I e a esposa deste a imperatriz Catarina I. Menchikov foi uma das principais figuras políticas e sociais do final do Czarado da Rússia e início do Império Russo.

## Inicio de Carreira
Nascido em Moscou, em uma família modesta, desde sua juventude frequentou regularmente o distrito alemão da capital, onde conheceu François Lefort, que o apresentou ao jovem grão-duque Pedro. Os dois jovens rapidamente se tornam amigos. Pedro trouxe-o para o Regimento Preobrazhensky, que acabara de criar para ser sua guarda pessoal.
Em 1689, Pedro tornou-se czar em conjunto com seu meio-irmão Ivan V, porém o centro de decisão do governo se manteve em torno de sua mãe Natalia Narychkina. Ele prefere viver sua vida jovem com Menchikov e outros companheiros de boêmia: François Lefort, o escocês Patrick Gordon, bem como os russos Nikita Zotov, Feodor Romodanovski, Gabriel Golovkin, Feodor Golovine e Piotr Tolstoi.  Quando ele efetivamente assumiu o poder, em 1694, eles se tornaram seus colaboradores mais devotados e Menchikov foi seu favorito.
Logo, Menchikov se distinguiu por sua ambição desproporcional, seu gosto pelo luxo, e sua devoção ao czar. Para alcançar seus fins, não hesitava em usar a corrupção, por Isso tornou-se extremamente rico. 
Acompanhou o czar Pedro I durante a campanha de Azov (1695-1696) contra os Otomanos. Em 1697, integrou a comitiva do czar durante a Grande Embaixada, uma longa jornada de estudo e conhecimento por diversos países europeus.

## Líder Militar
Em 1700, a Guerra do Norte estourou contra a Suécia, durando até 1721.
Menchikov demonstrou boa capacidade militar. Distinguiu-se durante a ofensiva russa na Ingria em 1702 e foi um dos comandantes das tropas que sitiaram a fortaleza de Noteborg, na junção dos lagos Ladoga e Neva. A tomada desta praça, foi muito importante pois permitiu aos russos o acesso ao Báltico. Poucos quilômetros acima, no mesmo ano, Pedro I fundou a Fortaleza de Pedro e Paulo e lançou as bases da cidade de São Petersburgo, a futura capital, da qual Menchikov foi nomeado governador a partir de 1703.
Em 1706, Menchikov liderou o exército sueco em Kalisz, na Polônia, onde Pedro I o enviara para apoiar Augusto II contra Estanislau Leszczynski, na disputa pela coroa polaco-lituana. A campanha, não logrou êxito naquela ocasião e Lesczynski foi coroado com apoio de Carlos XII da Suécia.
Em 1707, Menchikov recebeu o comando das tropas cossacas. Em 1709 durante a invasão sueca, Pedro enviou-o para Ucrânia; com a missão de castigar os cossacos descontentes que, sob as ordens do hetman Ivan Mazepa, aderiram à Carlos XII da Suécia. 
Menchikov tomou posse de Baturine e massacrou toda a população.  A seguir participou da Batalha de Lesnaia e levou suas tropas até Poltava, onde Pedro e os outros generais o aguardavam. Durante a Batalha de Poltava, na qual os suecos foram esmagados, coube a Menchikov o comando da ala esquerda do exército russo. 
Graças ao sucesso em Poltava foi elevado à marechal e designado para as campanhas da Curlândia em 1710 e da Pomerânia em 1713. Ao final da Grande Guerra do Norte, os russos dominavam a costa do Báltico da Carélia à Polônia.
Em 1718, Menchikov foi designado para presidir a comissão de inquérito sobre os atos do czarevich Alexis Petrovich, suspeito de traição, pela qual este veio a ser executado.
Com o estabelecimento do Colégio Militar do Estado (1719) foi feito seu primeiro presidente, passando a ser o responsável pelo arranjo de todas as forças armadas da Rússia.
Após a conclusão da Paz de Nystadt, que encerrou a longa guerra com os suecos, Menshikov foi feito vice-almirante em 1721.
A partir de 1724, devido a seus abusos perdeu em parte os favores do czar.  Menchikov finalmente foi destituído de seus cargos básicos de presidente do Collegium Militar (substituído por Anikita Repnin em janeiro de 1724) e de Governador de São Petersburgo, (substituído Piotr Apraksin, em maio de 1724). No entanto, em janeiro do ano seguinte, Pedro admitiu Menchikov em seu leito de morte, o que foi considerado como perdão.

## Chefe de Governo
Em Janeiro de 1725, Pedro I morreu sem designar sucessor. Menchikov tomou partido da viúva deste, Catarina, sua antiga amante. Catarina foi coroada czarina graças à influência de Menchikov. Nesta época detinha o máximo de poder e Catarina entrega-lhe a direcção do governo. Cria o Alto Conselho Secreto, presidido por si e com outros cinco membros (o conde Fedor Apraxine, Pierre Tolstoï, Dimitri Golitsyne (Galitzine), Gabriel Golovkine e o barão André Ostermann), tem prioridade sobre o Senado Russo e sobre o Santo Sínodo para dirigir os destinos do Estado. 
Neste período concluiu a construção do suntuoso Palácio Menchikov, em São Petersburgo, às margens do Rio Neva e do Palácio de Oranienbaum em Lomonosov.
Menchikov também pretende assegurar para si e para a sua família um futuro tranquilo. Convence Catarina I a designar Pedro, filho de Alexis Petrovitch, como sucessor. Combina o noivado do herdeiro com a sua filha Maria. Quando a czarina morre, em Maio de  1727, é designado tutor do novo czar Pedro II, que o nomeia generalíssimo. 
A sua arrogância será a causa da sua queda. Alexis Dolgorouki, novo membro do Alto Conselho Secreto, intriga com Pedro II e consegue persuadi-lo da sua desonestidade. Em 20 de Setembro é preso e retiram-lhe todos os títulos, confiscam-lhe os bens, e é levado a julgamento. Condenado ao exílio, é deportado em Beryozovo, na Sibéria. Morre em grande pobreza em 2 de Novembro de 1729. Da sua descendência o elemento mais famoso foi Alexander Sergeyvich Menshikov.

## Referências

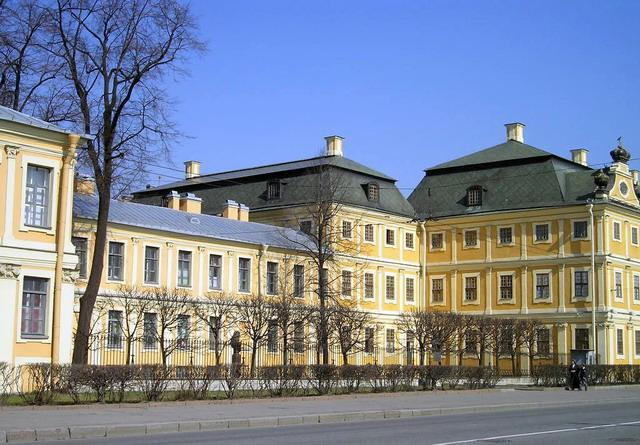
O Palácio Menchikov nas margens do rio Neva, em São Petersburgo.